# Elecciones provinciales de Entre Ríos de 1951
Las elecciones generales de la provincia de Entre Ríos de 1951 tuvieron lugar el domingo 11 de noviembre del mencionado año con el objetivo de renovar todas las instituciones provinciales de la provincia. Tuvieron lugar al mismo tiempo que las elecciones presidenciales y legislativas a nivel nacional. Se debía elegir, en fórmula única, al gobernador y al vicegobernador, a los 31 escaños de la Cámara de Diputados mediante un sistema de lista incompleta, y a los 14 senadores departamentales mediante escrutinio mayoritario uninominal, componiendo los poderes ejecutivo y legislativo de la provincia para el período 1952-1958. Se renovarían también las diecisiete intendencias municipales de la provincia y sus respectivos Concejos Deliberantes. Fueron las duodécimas elecciones que tenían lugar en la provincia desde el establecimiento del voto secreto, y las primeras bajo sufragio universal de hombres y mujeres.
En consonancia con la aplastante victoria del peronismo a nivel nacional, el candidato del Partido Peronista (PP), Felipe Texier, obtuvo una resonante victoria con el 62,59% de los votos contra el 32,55% de Fermín J. Garay, de la Unión Cívica Radical (UCR), y el 3,99% de Ricardo S. Maxit, del Partido Demócrata (PD). Los demás candidatos acapararon el 0,87% restante. Con respecto al plano legislativo, el peronismo arrebató al radicalismo su único senador, el del departamento Victoria, obtenido en 1950, por lo que la totalidad de la cámara alta de la provincia correspondió al peronismo, suceso que no se volvería a repetir durante seis décadas hasta los comicios de 2011. En la Cámara de Diputados, el PP obtuvo la mayoría automática de dos tercios con 21 escaños, 6 de estos correspondientes al Partido Peronista Femenino (PPF), siendo estas las únicas mujeres electas a nivel provincial. El radicalismo se quedó con 9 diputados y los demócratas nacionales con la banca restante. La participación fue del 86.96% del electorado registrado. Los cargos electos asumieron el 4 de junio de 1952.
Texier no pudo completar su mandato constitucional ya que fue depuesto, junto con todas las autoridades políticas del país, al producirse el golpe de Estado de septiembre de 1955, que derrocó y proscribió al peronismo durante los siguientes dieciocho años.

## Resultados

### Gobernador y Vicegobernador
|  | 62,59 % |

|  | 32,55 % |

|  | 3,99 % |

|  | 0,43 % |

|  | 0,24 % |

|  | 0,20 % |

|  | 98,00 % |

|  | 1,99 % |

|  | 0,01 % |

|  | 100 % |

### Cámara de Diputados
|  | 62,37 % |

|  | 32,63 % |

|  | 4,08 % |

|  | 0,44 % |

|  | 0,25 % |

|  | 0,22 % |

|  | 98,00 % |

|  | 1,99 % |

|  | 0,01 % |

|  | 100 % |

### Senado
|  | 62,39 % |

|  | 33,12 % |

|  | 3,89 % |

|  | 0,24 % |

|  | 0,21 % |

|  | 0,15 % |

|  | 97,98 % |

|  | 2,01 % |

|  | 0,01 % |

|  | 100 % |